# Święto Gwardii Szwajcarskiej
Święto Gwardii Szwajcarskiej – coroczne święto gwardzistów, pieszej formacji wojskowej, pełniącej rolę straży przybocznej papieża, obchodzone 6 maja.
W liczącej pięćset lat historii żołnierze Gwardii Szwajcarskiej stoczyli tylko jedną (ale wyjątkowo krwawą) bitwę. Miała miejsce 6 maja 1527, kiedy to Rzym został najechany i rozgrabiony przez dziesięciotysięczną armię najemników cesarza Karola V. Dzięki bohaterskiej postawie Szwajcarów ówczesny papież Klemens VII zdołał ujść z życiem i schronić się w zamku Świętego Anioła. 147 spośród 189 papieskich gwardzistów poległo podczas nierównej walki, stoczonej na stopniach bazyliki św. Piotra.
Na pamiątkę tego wydarzenia 6 maja jest obchodzony jako święto Gwardii Szwajcarskiej. Papież przyjmuje wówczas gwardzistów na prywatnej audiencji, a przyjęci do Gwardii rekruci składają uroczystą przysięgę podczas parady na Dziedzińcu św. Damazego.
6 maja 2006 uroczysta przysięga, ze względu na jubileusz Gwardii, odbyła się pierwszy raz na placu św. Piotra w obecności papieża Benedykta XVI.
Patronem Gwardii jest święty Sebastian, dewizą – Dzielny i Wierny (niem. Tapfer und Treu).